# سه‌گوش زیرآرواره‌ای
سه‌گوش زیرآرواره‌ای (انگلیسی: Submandibular triangle) یا سه‌گوش دوشکمچه‌ای (digastric triangle) در ناحیه فوق لامی (سوپراهیئوید) واقع شده‌است، در حد فاصل بطن قدامی و خلفی ماهیچه دوشکمچه‌ای (دیگاستریک) و کناره تحتانی آرواره قرار دارد.
عناصر عمده این مثلث عبارت از غده بزاقی زیرآرواره‌ای (ساب‌ماندیبولار)، بخشی از سرخرگ و سیاهرگ چهره‌ای (فاسیال)، بخشی از سرخرگ و سیاهرگ زبانی (لینگوال) و عصب هیپوگلوس در این ناحیه محسوب می‌شوند.